# Новак, Штефан
Стефан Новак (словац. Štefan Novák; 4 декабря 1879, Убля — 5 сентября 1932, Пряшев) — словацкий церковный деятель, епископ Прешевской греко-католической епархии в 1913—1918 годах.

## Биография
Родился в семье священника о. Яна Новака и его жены Марии из дома Бологнова. Учился в Ужгородской гимназии. Богословие изучал в Эстергоме и Венском университете (1902—1906), где в 1906 году получил докторскую степень по богословию.
9 января 1905 года рукоположен в священники из рук Мукачевского епископа Юлия Фирцака в Ужгородском кафедральном соборе.
20 ноября 1913 года назначен епископом Прешевской греко-католической епархии. Епископская хиротония состоялась 11 января 1914. Главным святителем был епископ Мукачевский Антал Папп. Епископ Стефан Новак способствовал мадьяризации в сфере школьного дела и языка церковных обрядов. В 1918 году отрекся епископства и бежал в Венгрию, где и умер 5 сентября 1932.